# Oskaloosa (Iowa)
Oskaloosa è un comune degli Stati Uniti d'America, situato in Iowa, nella contea di Mahaska, della quale è anche il capoluogo.
Qui nacquero l'ammiraglio Frank Fletcher e il musicista Arthur Russell.